# Лопес, Эбер
Эбер Роберто Лопес (порт. Héber Roberto Lopes; род. 13 июля 1972, Лондрина, Парана) — бразильский футбольный арбитр.

## Судейская карьера
Профессиональный арбитр с 1995 года, матчи первенства Бразилии обслуживает с 1997 года.
Арбитр ФИФА с 2012 года.
Работал на матчах отборочного цикла к ЧМ-2014, главный арбитр финала Копа Америка-2016.